# ماکسیم ماتویف
ماکسیم ماتویف (به انگلیسی: Maksim Matveyev) (زاده ۲۸ ژوئیه ۱۹۸۲) بازیگر روسی است.
از کارهای معروف او می‌توان به بازی در فیلم در مورد عشق. فقط برای بزرگسالان اشاره کرد.